# Paso Carrasco
Pour les articles homonymes, voir Paso et Carrasco.
Paso Carrasco est une ville de l'Uruguay, siège d'une municipalité, située dans la partie méridionale du département de Canelones. Jouxtant à l'est Montevideo par un bâti urbain continu, cette ville fait partie intégrante de l'Aire métropolitaine de Montevideo.
La ville qui comptait 15 008 habitants en 2011 atteint aujourd'hui 20 842 habitants; elle fait partie des villes attractives du département de Canelones.

## Géographie
La municipilité de Paso Carrasco est située à l'extrême sud du département de Canelones, formant partie de l'Aire métropolitaine de Montevideo. 
Elle est limitée au nord à la municipalité de Colonia Nicolich; à l'est avec celle de Ciudad de la Costa; au sud, elle est bordée par le Río de la Plata; et à l'ouest elle confine avec le département de Montevideo. La ville forme un continuum urbain entre Montevideo et Ciudad de la Costa le long du vaste estuaire de La Plata.
De plus, la ville est située à moins de quatre kilomètres au nord-est de l'Aéroport international de Carrasco.

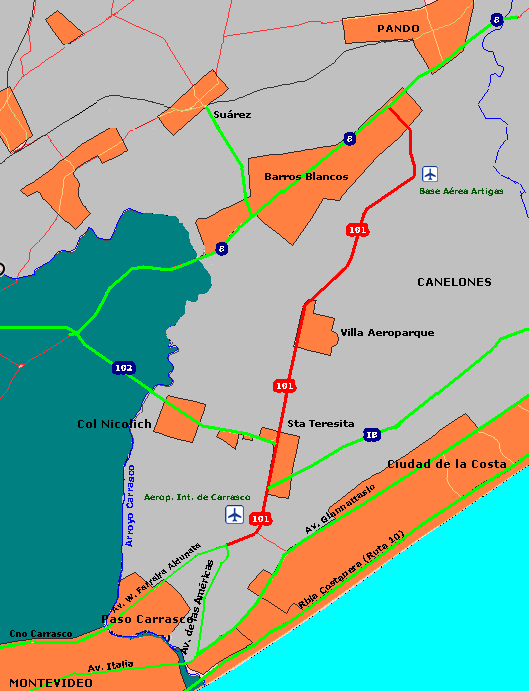
Situation de Paso Carasco sur la carte urbaine de la partie nord-est de la métropole de Montevideo.

## Population
| Année | Population |
| ----- | ---------- |
| 1963  | 4 880      |
| 1975  | 8 592      |
| 1985  | 10 278     |
| 1996  | 12 174     |
| 2004  | 15 028     |
| 2011  | 15 908     |

Référence,.